# Remmy Ongala
Remmy Ongala (1947 - 13 de dezembro de 2010) foi um guitarrista e cantor tanzaniano.